# Nobody's Daughter
Albums de Hole
Celebrity Skin
(1998)
Singles
1. Skinny Little Bitch
Sortie : 16 mars 2010
2. Pacific Coast Highway
Sortie : 6 avril 2010
3. Letter to God
Sortie : 20 avril 2010

Nobody's Daughter est le quatrième album studio du groupe Hole.

## Liste des titres
1. Nobody's Daughter - 0:35
2. Skinny Little Bitch - 3:10
3. Honey - 4:19
4. Pacific Coast Highway - 5:14
5. Samantha - 4:16
6. Someone Else's Bed - 4:26
7. For Once in Your Life - 3:34
8. Letter to God - 4:04
9. Loser Dust - 3:25
10. How Dirty Girls Get Clean - 4:54
11. Never Go Hungry - 4:28
12. Happy Ending Story - 3:53
13. Codine - 3:56